# Dichromia claripennis
Dichromia claripennis là một loài bướm đêm trong họ Erebidae.